# (400282) 2007 RV314
(400282) 2007 RV314 es un asteroide perteneciente al cinturón de asteroides, descubierto el 3 de septiembre de 2007 por el equipo del Catalina Sky Survey desde el Catalina Sky Survey, Arizona, Estados Unidos.

## Designación y nombre
Designado provisionalmente como 2007 RV314.

## Características orbitales
2007 RV314 está situado a una distancia media del Sol de 2,347 ua, pudiendo alejarse hasta 2,933 ua y acercarse hasta 1,760 ua. Su excentricidad es 0,249 y la inclinación orbital 3,809 grados. Emplea 1313,41 días en completar una órbita alrededor del Sol.

## Características físicas
La magnitud absoluta de 2007 RV314 es 18,3.